# Purpuricenus tommasoi
Purpuricenus tommasoi är en skalbaggsart som beskrevs av Gianfranco Sama 2001. Purpuricenus tommasoi ingår i släktet Purpuricenus och familjen långhorningar. Inga underarter finns listade i Catalogue of Life.